# Amorphophallus echinatus
Amorphophallus echinatus là một loài thực vật có hoa trong họ Ráy (Araceae). Loài này được Bogner & Mayo mô tả khoa học đầu tiên năm 1985.